# 躁爸爸狂媽媽
是一部2011年上映的黑色喜剧片，由羅曼·波蘭斯基编剧和执导，根据法国剧作家 Yasmina Reza 所写的戏剧 （God of Carnage） 改编而成。
本片是第68届威尼斯电影节的主竞赛片，获得了媒体的广泛好评，也是被影評人選為排名最高的參展電影。

## 剧情
講述兩對家長因其兒子在學校毆鬥而會面接觸，一對是律師和財務顧問，另一對是商人和作家。剛開始雙方彬彬有禮，是文明理性的對話，後來談話演變成互相討伐甚至夫妻內鬨，有時夫婦對夫婦，有時兩男對兩女，甚至有時三人夾攻一人，最後這場「殺戮」在混亂中結束。幽默的對白拆穿了中產優雅的假面具，諷刺了發展國家的優越感和責任感，還諷刺婚姻，也諷刺暴力。

## 主角
- 朱迪·福斯特 - Penelope Longstreet
- 凯特·温斯莱特 - Nancy Cowan
- 克里斯托弗·瓦尔兹 - Alan Cowan，Nancy的丈夫
- 约翰·C·赖利 - Michael Longstreet，Penelope的丈夫

## 制作
由于导演波蘭斯基因性侵犯兒童而遭美國通緝，所以虽然故事发生在纽约布鲁克林，不过影片却是在巴黎拍摄的。

## 发行
由索尼经典影片负责发行。

### 評價
香港蘋果日報的黃國兆表示："波蘭斯基成功了，飾演龍氏夫婦的朱迪·福斯特和约翰·C·赖利，以及飾演高氏夫婦的克里斯托弗·瓦尔兹和凯特·温斯莱特，都可說渾身是戲，精采百出。"